# Decibel Outdoor
Pour les articles homonymes, voir Décibel (homonymie).
Decibel Outdoor (plus souvent et simplement appelé Decibel) est un festival de musique électronique organisé annuellement par B2S depuis 2002 aux Pays-Bas. Les genres musicaux comprennent la hard trance ainsi que la techno hardcore et ses sous-genres comme le jumpstyle, le gabber, et l'uptempo, le hardstyle et le rawstyle.

## Histoire
L'événement est fondé en 2002 à l'origine comme un festival nocturne. Les trois premières versions du festival se sont déroulées dans la zone récréative de Binnenmaas dans le Mijnsheerenland, l'édition 2005 au Lingebos à Gorinchem et, depuis 2006, le festival se tient chaque année au Beekse Bergen à Hilvarenbeek. Depuis 2011, un camping est installé à côté du site du festival.
Bien que le festival Decibel se déroule à la base sur une journée (le samedi de 13 h à 1 h), une pre-party (le vendredi de 16 h à 1 h 30), night party (le samedi de minuit à 1 h) et after party (le dimanche de 14 h à 1 h 30) ont lieu pour ceux ayant choisi le passe week-end. La grandeur du parc permet à ceux ayant opté pour le passe week-end d'installer leur tente dans un endroit prévu à cet effet, non loin du lieu du festival. Sur le camping, la fête se poursuit jusqu'au petit matin tous les jours au City Hall et au 24HRS Rave Café. Plusieurs spectacles finaux spectaculaires ont lieu pendant le week-end.
Dans sa forme actuelle, le festival attire environ 120 000 visiteurs et plus de 300 artistes. Beaucoup d'artistes et DJ de renom se sont rendus au festival, tels que Charly Lownoise, Mental Theo, Psyko Punkz, Coone, Headhunterz, Wildstylez, Noisecontrollers, Brennan Heart, Technoboy, Paul Elstak, Buzz Fuzz, Rob Gee, Rotterdam Terror Corps, The Prophet, Redhead, Ruthless, The Stunned Guys, Yves Deruyter, Warmduscher, Kai Tracid, Max B Grant, Mauro Picotto, Jordan C., Gizmo, Neophyte, Speedy J, Tatanka, Bountyhunter, Da Tweekaz, Titan, Frequencerz, Ran-D et Radical Redemption.
Lors de l'édition 2023, deux visiteurs sont décédés.

## Programmations
| Édition | Date         | Lieu                                            | Participants                                                             | Hymne                                                             |
| ------- | ------------ | ----------------------------------------------- | ------------------------------------------------------------------------ | ----------------------------------------------------------------- |
| 1re     | 31 août 2002 | Zone récréative de Binnenmaas (Mijnsheerenland) | Paul Elstak, Lady Dana                                                   | The Beholder & Balistic - Decibel Anthem                          |
| 2e      | 30 août 2003 | Zone récréative de Binnenmaas (Mijnsheerenland) | Technoboy, DJ Isaac                                                      | The Beholder & Balistic feat. Max Enforcer - Decibel 2003         |
| 3e      | 28 août 2004 | Zone récréative de Binnenmaas (Mijnsheerenland) | DJ Zany, Don Diablo                                                      | The Beholder & Balistic feat. Max Enforcer - Bigger Better Louder |
| 4e      | 20 août 2005 | Lingebos (Gorinchem)                            | Darkraver, Paul Elstak                                                   | The Beholder & Balistic feat. Max Enforcer - Nuclear Reaction     |
| 5e      | 19 août 2006 | Beekse Bergen (Hilvarenbeek)                    | Ruffneck, Partyraiser                                                    | Southstylers - Decibel Anthem 2006                                |
| 6e      | 18 août 2007 | Beekse Bergen (Hilvarenbeek)                    | Charly Lownoise, Coone                                                   | Deepack & Charly Lownoise feat. MC Villain - Can't Hold Us Down   |
| 7e      | 16 août 2008 | Beekse Bergen (Hilvarenbeek)                    | The Prophet, Neophyte                                                    | The Beholder & DJ Zany - Bleeding For The Harder Styles           |
| 8e      | 15 août 2009 | Beekse Bergen (Hilvarenbeek)                    | Promo, Deepack                                                           | Brennan Heart - City of Intensity                                 |
| 9e      | 21 août 2010 | Beekse Bergen (Hilvarenbeek)                    | Noisecontrollers, Wildstylez                                             | Noisecontrollers - Summer In the City                             |
| 10e     | 20 août 2011 | Beekse Bergen (Hilvarenbeek)                    | Zatox, Tha Playah, Zany                                                  | Zany & Max Enforcer feat. MC DV8 - Sound Intense City             |
| 11e     | 18 août 2012 | Beekse Bergen (Hilvarenbeek)                    | Zany, Zatox, Brennan Heart                                               | Zatox - D.E.C.I.B.E.L                                             |
| 12e     | 17 août 2013 | Beekse Bergen (Hilvarenbeek)                    | Frontliner, Adaro, Noisecontrollers                                      | Alpha² & Noisecontrollers - Craving for the Beat                  |
| 13e     | 16 août 2014 | Beekse Bergen (Hilvarenbeek)                    | Ran-D, Adaro, Da Tweekaz, Frequencerz                                    | Psyko Punkz - Back Again                                          |
| 14e     | 15 août 2015 | Beekse Bergen (Hilvarenbeek)                    | Da Tweekaz, Coone, Zatox, Hard Driver, Frontliner                        | Hard Driver - Shifting Gears                                      |
| 15e     | 20 août 2016 | Beekse Bergen (Hilvarenbeek)                    | Da Tweekaz, Ran-D, Frontliner, Radical Redemption                        | Ran-D - United                                                    |
| 16e     | 19 août 2017 | Beekse Bergen (Hilvarenbeek)                    | Brennan Heart , Adaro, Da Tweekaz                                        | Noisecontrollers & Bass Modulators - Destination                  |
| 17e     | 19 août 2018 | Beekse Bergen (Hilvarenbeek)                    | Brennan Heart, Da Tweekaz, HeadHunterz, NCBM                             | Brennan Heart - Fuelled by fanatics                               |
| 18e     | 19 août 2019 | Beekse Bergen (Hilvarenbeek)                    | HeadhHunterz, Adaro, Rejecta, E-Force, Warface                           | Atmozfears & LXCPR - Live loud                                    |
| 19e     | 19 août 2022 | Beekse Bergen (Hilvarenbeek)                    | The purge, Rooler, Sickmode, d-sturb, Aversion, killshot, Cryex, Vertile | D-sturb & Atilax - Break free                                     |
| 20e     | 19 août 2023 | Beekse Bergen (Hilvarenbeek)                    | Rebelion, Unresolved, Mish, Dimitry K., Major conspiracy                 | Act of Rage & Atilax - Raging city                                |